# Около, Кортни
Ко́ртни Око́ло (англ. Courtney Okolo; род. 15 марта 1994, Даллас, США) — американская легкоатлетка, специализирующаяся в беге на 400 метров. Олимпийская чемпионка и победительница чемпионата мира в помещении 2016 года в эстафете 4×400 метров.

## Биография
Первая тренировка в детстве так и могла остаться единственной в её жизни. Школьный тренер Джеймс Басби, который видел в ней большой талант, предложил ей бегать 400 метров. Для Кортни, которая никогда не бегала дистанции больше 100 метров, это показалось сродни марафону. Убедить её вернуться Басби удалось лишь через родителей. Они не были фанатами спорта и считали, что их дочь, в первую очередь, должна получить хорошее образование. Однако перспектива получения спортивной стипендии и, соответственно, бесплатного обучения в университете, сыграла свою роль и они прислушались к Басби.
В школе Newman Smith High School становилась чемпионкой штата Техас в беге на 200, 400 метров и в эстафете 4×400. В 2012 году поступила в Техасский университет, где попала в спринтерскую группу к призёрке Олимпийских игр 1996 в беге на 400 метров с барьерами Тоне Бафорд-Бейли. Буквально за один сезон Кортни серьёзно улучшила свой результат в беге на 400 метров и стала одним из главных открытий 2013 года. На чемпионате США среди юниоров она выиграла с 8-м временем в истории страны среди спортсменок до 20 лет (51,04). С Панамериканского первенства она увезла два золота, в беге на 400 метров и в эстафете.
Спустя год она уже блистала на чемпионате NCAA. На главном университетском старте страны Около сделала победный дубль: на 400-метровке установила новый рекорд США среди студентов (50,03), а затем привела свою команду к победе в эстафете 4×400 метров. Этот двойной успех она повторила зимой 2015 и 2016 годов. Оба раза ей удавалось улучшить своё личное достижение в беге на 400 метров: сначала до 51,12 (2015), а затем и до 50,69 (2016). Этими результатами Кортни заслужила место в команде на домашнем чемпионате мира в помещении, где стала чемпионкой в эстафете.
Весной 2016 года улучшила свой же студенческий рекорд страны и показала второй результат сезона в мире — 49,71. Однако на национальном отборе в июне финишировала лишь 6-й, несмотря на высокий результат 50,39, и попала на Олимпийские игры только в качестве запасной. Тем не менее, в Рио-де-Жанейро тренеры сборной США включили её в состав эстафеты в финале, и Около оправдала возложенные ожидания, показав лучшее время на своём первом этапе, 50,3.
В 2016 году закончила обучение в университете в сфере естественных наук. Имеет дополнительное образование в области исследования Африки и африканской диаспоры.

## Основные результаты
| Год  | Турнир                                  | Место проведения         | Дисциплина       | Место | Результат |
| ---- | --------------------------------------- | ------------------------ | ---------------- | ----- | --------- |
| 2013 | Панамериканский чемпионат среди юниоров | Медельин, Колумбия       | 400 м            | 1-е   | 52,19     |
| 2013 | Панамериканский чемпионат среди юниоров | Медельин, Колумбия       | эстафета 4×400 м | 1-е   | 3.36,48   |
| 2016 | Чемпионат мира в помещении              | Портленд, США            | эстафета 4×400 м | 1-е   | 3.26,38   |
| 2016 | Олимпийские игры                        | Рио-де-Жанейро, Бразилия | эстафета 4×400 м | 1-е   | 3.19,06   |